# ثيودور ليوبولد ويلر
ثيودور ليوبولد ويلر (بالألمانية: Theodor Leopold Weller)‏ هو رسام ألماني، ولد في 29 مايو 1802 في مانهايم في ألمانيا، وتوفي بنفس المكان في 10 ديسمبر 1880.